# 庫盧比
庫盧比（Kulubi）是埃塞俄比亞東部奧羅米亞州東哈勒爾蓋地區的小鎮，位於德雷達瓦以南，座標9°26′N 41°41′E / 9.433°N 41.683°E，海拔2,130米。根據埃塞俄比亞中央統計局2005年的普查資料，庫盧比人口約4,478，其中男性2,318人，女性2,160人。